# Communes de la wilaya de Skikda
Pour les autres communes, voir Liste des communes d'Algérie.
Liste des communes de la Wilaya algérienne de Skikda par ordre alphabétique :
- Aïn Bouziane
- Aïn Charchar
- Aïn Kechra
- Aïn Zouit
- Azzaba
- Bekkouche Lakhdar
- Bin El Ouiden
- Ben Azzouz
- Beni Bechir
- Beni Oulbane
- Beni Zid
- Bouchtata
- Cheraia
- Collo
- Djendel Saadi Mohamed
- El Ghedir
- El Hadaiek
- El Harrouch
- El Marsa
- Emdjez Edchich
- Es Sebt
- Filfila
- Hamadi Krouma
- Kanoua
- Kerkera
- Kheneg Mayoum
- Oued Zehour
- Ouldja Boulballout
- Ouled Attia
- Ouled Hbaba
- Oum Toub
- Ramdane Djamel
- Salah Bouchaour
- Sidi Mezghiche
- Skikda
- Tamalous
- Zerdaza
- Zitouna